# 스파크스 (밴드)
스파크스(Sparks)는 미국의 밴드이다.1970년에 론 맬 (키보드)과 러셀 맬 (보컬) 형제에 의해 결성되었다.처음에는 하프넬슨 (Halfnelson)이라는 이름이였다.